# موقد كهربائي

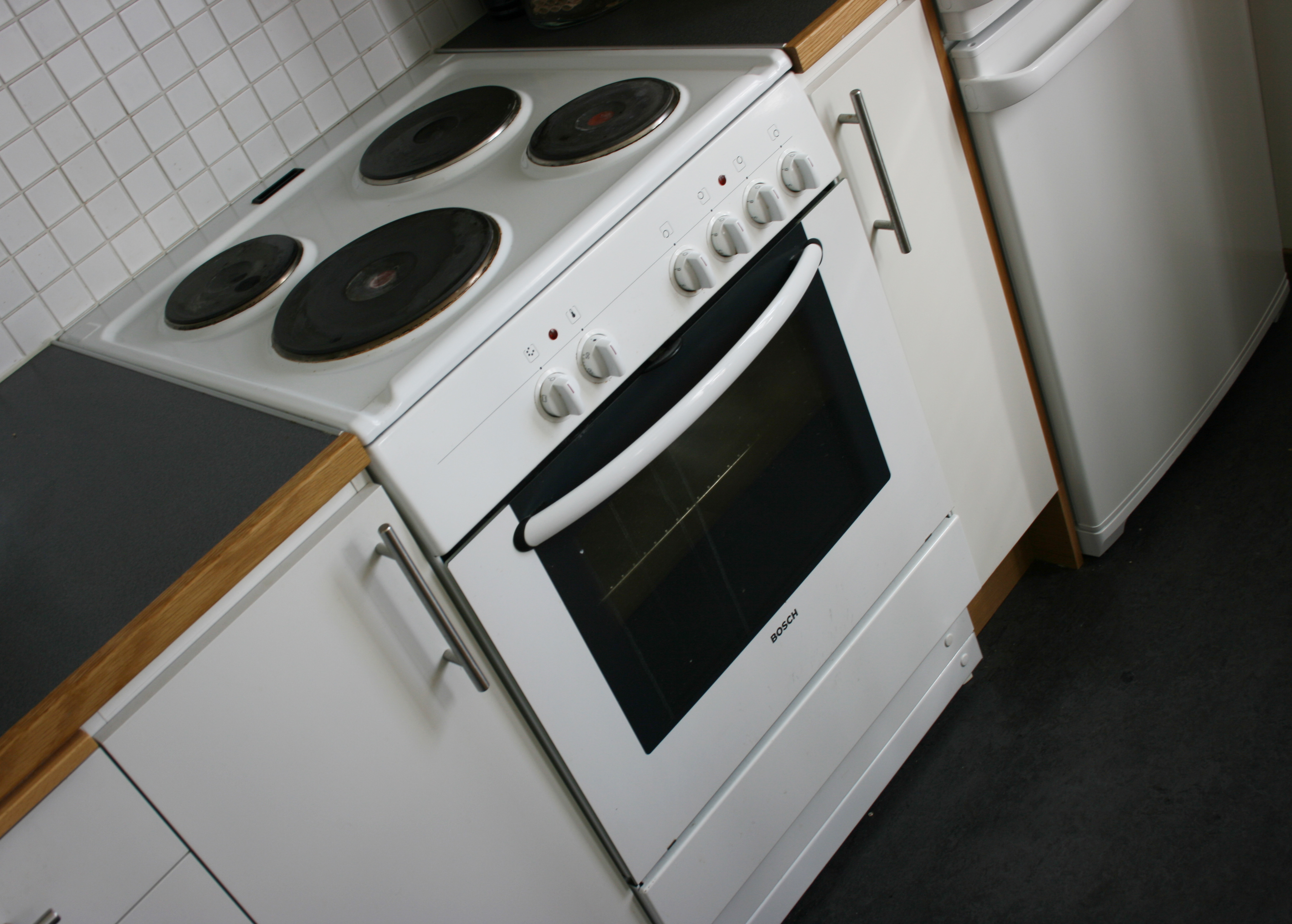
يستخدم الموقد الكهربائي الطاقة الكهربائية لتوفير الحرارة.

الموقد الكهربائي هو موقد يعمل بالطاقة الكهربائية، ويقوم بتحويل الطاقة الكهربائية إلى طاقة حرارية لـ الطهي والخبز. تم اختراع الموقد الكهربائي في أواخر القرن التاسع عشر، واشتهر بين الناس وأصبح بديلاً للمواقد التي تعمل بالوقود الصلب (الخشب أو الفحم) التي تطلب مزيدًا من العمالة لتشغيلها وصيانتها.

## معلومات تاريخية
في 20 سبتمبر 1859، حصل جورج سيمبسون (George B. Simpson) على براءة الاختراع الأمريكية #25532 عن اختراعه «السخان الكهربائي» الذي يتم تسخين سطحه عن طريق لفائف من أسلاك البلاتينيوم التي تستمد الطاقة من البطاريات؛  وعلى حد قوله، أن السخان الكهربائي «يملأ الغرف بالدفء ويغلي المياه ويطهي الأطعمة...».
تقدم العالم الكندي توماس أهيرن (Thomas Ahearn) للحصول على براءة اختراع رقم 39916 في عام 1892 عن «الفرن الكهربائي»، وهو جهاز كان يستخدم على الأرجح في إعداد الوجبات لأحد الفنادق في أوتوا في ذلك العام. كان أهيرن ووارين واي سوبر (Warren Y. Soper) أصحاب شركة أوتوا للإضاءة والطاقة الكهربائية. وقد عُرض الموقد الكهربائي في المعرض العالمي في شيكاغو في عام 1893، حيث عُرض نموذج المطابخ التي تعمل بالكهرباء. وعلى العكس من موقد الغاز، كان الموقد الكهربائي بطيء الانتشار، ويرجع ذلك جزئيًا إلى التكنولوجيا غير المألوفة والحاجة إلى مدن وبلدان مزودة بالطاقة الكهربائية. وبحلول عام 1930، تطورت التكنولوجيا وبدأ الموقد الكهربائي يحل محل موقد الغاز ببطء، لا سيما في المطابخ المنزلية.
وفي عام 1897 مُنح ويليام هاداواي (William Hadaway) براءة الاختراع الأمريكية # 574537 على «الموقد الكهربائي الآلي».
كانت المواقد الكهربائية غير مرضية في بداية الأمر ويرجع ذلك إلى تكلفة الكهرباء (مقارنة بالخشب والفحم أو غاز المدينة)، وقلة توفر الطاقة الكهربائية من الشركة المنتجة لها وضعف تنظيم درجة الحرارة وقصر حياة عناصر التسخين. ولكن اختراع سبائك النيكروم لأسلاك المقاومة قلل من تكلفة عناصر التسخين وزاد من مدة عملها. في الولايات المتحدة، على الرغم من أن ثلاث شركات قد أنتجت الموقد الكهربائي في عام 1908، لم يكن الدخول في هذا المجال بالأمر اليسير؛ حيث ظل الموقد الكهربائي اختراعًا جديدًا حتى العشرينيات من القرن الماضي. وبحلول الثلاثينيات، أدى انخفاض تكلفة الطاقة الكهربائية وظهور المواقد الكهربائية الحديثة إلى زيادة قبول هذا الاختراع الجديد.
تم التسويق للمواقد الكهربائية وغيرها من الأجهزة المنزلية عن طريق مرافق الكهرباء للترويج للطاقة الكهربائية. وخلال التوسع في عملية توصيل الكهرباء للريف، انتشرت عمليات توضيح كيفية الطهي على المواقد الكهربائية.

### موقد كالغورلي
في نوفمبر 1905، تقدم ديفيد كورلي سميث (David Curle Smith)، وهو مهندس كهربائي بمدينة كالغورلي التي تقع في غربي أستراليا، بطلب للحصول على براءة اختراع (براءة الاختراع الأسترالية رقم 4699/05) للجهاز الذي يعتمد التكوين القياسي للمواقد الكهربائية: وهو فرن يعلوه لوح تسخين مع طبقة شوي بينهما. كان موقد كورلي سميث لا يحتوي على ثرموستات، ولكن كان يتم التحكم في درجة حرارته من خلال تشغيل العناصر التسعة للجهاز.
في أكتوبر 1906، بدأ كورلي سميث في تصنيع مواقد لتأجيرها عن طريق مدينة كالغورلي. ولقد أُنتج حوالي 50 جهازًا قبل تجاوز التكاليف وأصبح عاملاً في سياسات المجلس وعُلق المشروع. ويبدو أن هذه أول مرة يتم فيها إنتاج مواقد كهربائية منزلية بهدف واضح وهو «الطهي عن طريق الكهرباء... وفي متناول أي شخص».
وللتشجيع على شراء الموقد، كتبت هيلين نورا (Helen Nora)، زوجة ديفيد كورلي سميث، كتابًا عن الطهي يحتوي على تعليمات الطهي و161 وصفة طعام. ونُشر كتاب الطبخ أسهل بالموقد الكهربائي (Thermo-Electrical Cooking Made Easy) في مارس 1907، وكان أول كتاب في العالم عن الطهي في الموقد الكهربائي.

## المتغيرات

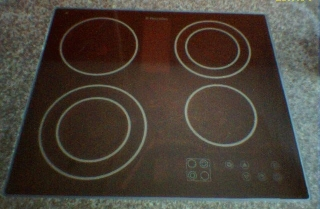
سطح موقد من الزجاج الخزفي (2004).

كانت أول تقنية تستخدم لفات تسخين مقاومة حيث يتم تسخين ألواح التسخين الحديدية وتوضع الأواني فوقه. وقد تطورت هذه التقنية في وقت لاحق إلى أنابيب فولاذية حلزونية مجوفة وكانت تحتوي على عنصر التدفئة الذي يعمل من خلال الوسط. فقد وضع الأنبوب في الجزء الحلزوني للوعاء المعدني. بخلاف لوح التسخين الحديدي السابق، يتم تسخين الجزء الحلزوني الحديدي لدرجة الحرارة الحمراء ليكسب الوعاء المعدني حرارة أكثر مما كان ينتجها لوح التسخين.
وفي السبعينيات، بدأ ظهور وحدات المواقد ذات أسطح من خزف زجاجي. يتميز الزجاج الخزفي بانخفاض التوصيل الحراري ويساوي معامل التمدد الحراري تقريبًا صفر، ولكنه يسمح بمرور الأشعة تحت الحمراء بصورة جيدة للغاية. تم استخدام لفات التسخين الكهربائية أو مصابيح هالوجين التي تعمل بالأشعة تحت الحمراء على أنها عناصر تسخين. وذلك بسبب خصائصها الفيزيائية، تُسخن الوحدة المسطحة بسرعة أكبر، وتترك بقايا أقل بعد التسخين، ويُسخن لوح التسخين فقط في حين لا يزال السطح المجاور باردًا. وتحتوي هذه الوحدات المسطحة أيضًا على سطح أملس، ومن ثم، فهي أسهل لتنظيف، ولكنها أكثر تكلفة بشكل ملحوظ.
والتقنية الثالثة التي تم تطويرها للمطابخ الاحترافية، ولكنها أيضًا دخلت السوق المحلية - هي الطهي بالحث الحراري. وتحتوي هذه العملية على تجهيزات تسخين مغناطيسية من خلال الحث الكهرومغناطيسي. وقد مكنت آخر التطورات أدوات الطهي غير الحديدية من العمل بصورة جيدة، ولكنها ليست بكفاءة الأدوات الحديدة غالبًا ما تحتوي مواقد الحث على سطح زجاجي خزفي.